# Emch Ascenseurs
EMCH Ascenseurs SA est une entreprise familiale Suisse, spécialiste de fabrication et installation d'ascenseurs très haut de gamme et sur-mesure. Fondée en 1880 à Berne par Hans Emch senior, elle est dirigée à ce jour et depuis 2003 par Bernhard Emch issu de la 4e génération de la famille fondatrice. On doit notamment à l'entreprise de nombreux ascenseurs panoramiques à l'ossature ultra-fine et de très gros monte-charges.
L'entreprise emploie aujourd'hui environ 182 personnes. Son siège social se trouve à Berne en Suisse, où sont regroupés en un même lieu tous les services de conception, de production, de maintenance et administratif. 
Emch s’est fait connaître internationalement auprès de nombreux architectes pour ses ascenseurs panoramiques inédits du Centre Paul Klee de Berne (Renzo Piano Architecte). Cette entreprise a l'habitude de répondre aux demandes complexes comme les ascenseurs sans gaine permanente, les ascenseurs extérieurs sans trémie, les hauteurs sous-dalle et profondeurs de fosse extrêmement réduites, les mécaniques discrètes et les cabines accessibles en chaise roulante pour des dimensions de trémie très étroites. On lui doit les 2 ascenseurs panoramiques extérieurs donnant accès aux chutes du Rhin (Schloss am Laufen, CH). 
En 2011, Emch a mis en service au Palais Fédéral de Berne le premier escalier escamotable en pierre se transformant en plateforme élevatrice pour personnes à mobilité réduite. Ce système invisible est intégré sous les marches en pierre permet de conserver l'élégance de l'escalier originel de ce bâtiment classé.  
Parmi les premières de cette entreprise, le premier ascenseur d’Europe à Francfort, tournant sur son axe vertical. Emch opère principalement en Suisse (marché domestique), dans les pays d’Union européenne et l'Asie.